# 同時録音
同時録音 (どうじろくおん) は主に、映像と音声を同時に収録することを指す。同録と略されることも。

## 概説
同時録音は映画撮影の現場でおもに使用され、「シンクロ」とも称する。対比される概念は、ポストプロダクションで音を入れるアフレコ（ポストレコーディング）や、音を録らないサイレントである。
現在は同時録音が一般的であるが、特に同時録音が必要でない場合に「サイレント」と明示して注意をうながすことが多い。普段あまり同時録音をしないCMなどは、同時録音の撮影時、ごくまれにスタッフなどが携帯電話を切り忘れたりするのを防ぐために「同録です」と言ったりもする。
同時録音に使用するレコーダーは、シンクロが要求され、映画の同時録音初期は、映像のフィルムと同じ幅と長さを持つ光学フィルムに記録したり、ごく最近までは、一定の速度を保つナグラクデルスキー社製の6mmオープンリール式レコーダーのNAGRAなどが活躍した。
現在は、DAT、HDDレコーダーなどのデジタルレコーダーを使用することが多い。DATレコーダーはFOSTEXPD-4、HDDはNAGRA-VやSound Devices社製品などが知られている。

## その他
なお、音楽の収録現場では同時録音が全パートを同時に録音するいわゆる「一発録り」を指すこともある。ボーカルは、マルチトラックレコーダでバックを収録したのちに別収録する場合が多く、特別扱いされる。